# Emil Berlin
Emil Julius Berlin, född 6 januari 1897 i Lyngby församling i Malmöhus län, död 1967 i Malmö, var en svensk tandläkare och konstnär. 
Han var son till lantbrukaren Nils och Anna Jönsson samt från 1922 gift med Wivi Carlsson.
Efter studentexamen i Lund 1915 blev Berlin tandläkarkandidat 1916 och avlade tandläkarexamen 1918. Han var praktiserande tandläkare i Teckomatorp 1918–1919, assistenttandläkare i Växjö 1919–1920 och praktiserande tandläkare i Malmö från 1920. 
Berlin var som konstnär autodidakt och företog studieresor till bland annat Tyskland, Nederländerna, Belgien och Frankrike. Separat ställde han ut i Malmö och han medverkade i Paris vårsalong ett par gånger, när han medverkade i Grand Prix de Peinture de Deauville 1951 tilldelades han ett hedersomnämnande. Hans konst består av landskapsmotiv från Skåne och skulpturer.
Berlin är representerad med ett bronsporträtt av Pierre Fauchard vid Tandläkarhögskolan i Stockholm.